# Třebíč
Třebíč (njemački Trebisch)  je grad na rijeci Jihlavi u Češkoj, u pokrajini Vysočina. Nalazi se 35 km jugoistočno od grada Jihlava i 65 km zapadno od Brna. 
Třebíč ima umjerenu klimu s čestim kišnim padalinama. Prosječna temperatura u srpnju je 18.5°C i -3.4°C u siječnju.
Třebíč je regionalno središte i u razdoblju širenja, nakon Drugog svjetskog rata, bio je treći najvažniji grad u Moravskoj
Naselja u općini Třebíč su: Borovina, Budíkovice, Horka Domky, Jejkov, Nové Dvory, Nové Město, Pocoucov, Podklášteří, Ptáčov, Račerovice, Řípov, Slavice, Sokolí,
Stařečka, Týn, Vnitřní Město i Zámostí.
Povijesno središte grada s obje strane rijeke Jihlave je 1990. godine proglašeno zaštićenom baštinom, a njegova Židovska četvrt i romanička Bazilika sv. Prokopija su 2003. godine upisani na UNESCO-ov popis mjesta svjetske baštine u Europi.

## Povijest
Oko 1101. godine u Třebíču je osnovan benediktinski samostan, a grad se prvi put spominje 1277. God. 1335., grad je pripadao krljevskom gradu Znojmo, a od 1338. se počinju naseljavati Židovi. Hrvatsko-ugarski kralj Matija Korvin je poharao grad 1468. godine.
U 19. stoljeću Třebíč postaje poznat po proizvodnji obuće, otvara se Narodni dom (1871.), Gimnazija Třebíč i željeznica stiže u grad (1886.). Grad 1930-ih postaje industrijsko središte izgradnjom radničkog naselja Borovina za prizvodnju obuće. Grad se još više širi i razvija nakon Drugog svjetskog rata.

## Znamenitosti
Třebíč je izrastao oko benediktinskog samostana s kraja 12. stoljeća koji je obnovljen za vladavine kralja Vjenceslava I. (1230. – 53.), ali i opet koncem 15. stoljeća. Samostanska romanička bazilika sv. Prokopija ima neke kasnije gotičke odlike kao što je rozeta na pročelju iz deset dijelova, ukrašena biljnim motivima koji predstavljeju pet redova biljaka u botanici. Tijekom 16. st. samostanske zgrade su utvrđene, a kasnije uređene u baroknom stilu. Početkom 18. stoljeća, češki arhitekt, František Maxmilian Kanka, je uredio Baziliku proširivši joj prozore, dodavši vanjske potporne stupove, jugozapadni toranj i gotičko-barokno pročelje.
Grad je sačuvao i slikovitu Židovsku četvrt s dvije sinagoge (Prednja i Zadnja) i tradicionalnim kućama.
- Gimnazija u Trebiču iz 1899. god.
- Bazilika sv. Prokopija
- Bazilika iznutra
- Model Žerotinskog trga Židovske četvrti u Zadnjoj sinagogi
- Gradski toranj Crkve sv. Martina iz 1335. god.

## Gradovi prijatelji
Třebíč ima ugovore o partnerstvu sa sljedećim gradovima:
- Oschatz, Njemačka
- Humenné, Slovačka
- Lilienfeld, Austrija

## Vanjske poveznice
- Službena stranica grada  Arhivirana inačica izvorne stranice od 4. travnja 2003. (Wayback Machine) (češ.) (engl.)
- www.kviztrebic.cz - Kulturno središte grada Třebíča (češ.) (engl.)

### Ostali projekti
|  | Zajednički poslužitelj ima još gradiva o temi Třebíč |